# Duivelspiek
De Duivelspiek (Afrikaans: Duiwelspiek, Engels: Devil's Peak) is een bergtop in de Zuid-Afrikaanse stad Kaapstad. De bergtop ligt in het Nationaal Park Tafelberg op het Kaapse Schiereiland en maakt deel uit van het bergachtige decor van Kaapstad. 
Vanuit het stadscentrum bestaat de skyline van links naar rechts uit Duivelspiek, de vlakke top van de Tafelberg, de top van Leeuwenkop en Seinheuwel. De Duivelspiek is 1000 meter hoog, minder dan de 1087 meter van de Tafelberg, en er zijn een aantal wandelroutes naar de top. De bergrug vormt een natuurlijk amfitheater rondom de centrale stadswijken.
Kaapstad is ontstaan uit een nederzetting die in 1652 aan de kust onder de bergen werd gesticht door Jan van Riebeeck voor de Verenigde Oost-Indische Compagnie. Enkele van de eerste boerderijen in de Kaap werden gevestigd op de hellingen van de 'Duivelsberg', langs de rivier de Liesbeek.
Aan de voet van Duivelspiek staat ook de Mosterts molen.

## Afbeeldingen

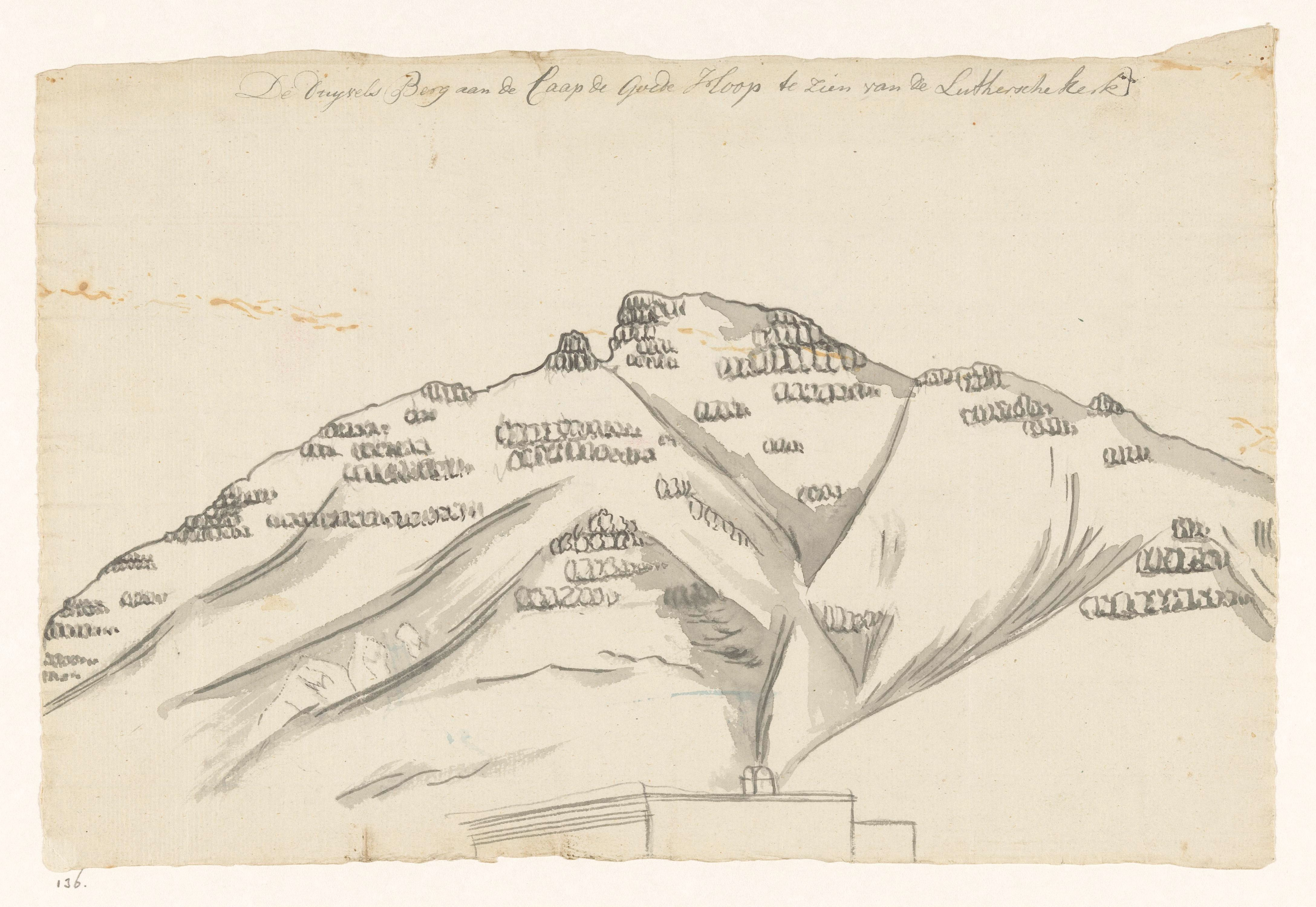
'De Duijvels Berg aan de Caap de Goede Hoop te zien van de Lutherse kerk' (1786/1787)
Kaap de Goede Hoop, met de Duyvelsbergh of Wind Bergh